# (20280) 1998 FQ49
A (20280) 1998 FQ49 a Naprendszer kisbolygóövében található aszteroida. A LINEAR projekt keretében fedezték fel 1998. március 20-án.